# Ensanche de Pontevedra
L'Ensanche de Pontevedra est le quartier qui constitue le centre de la ville espagnole de Pontevedra, composé de plusieurs extensions successives de la ville en dehors du centre historique. Le terme Ensanche signifie "élargissement" en espagnol et désigne les quartiers en expansion des villes espagnoles vers la fin du XIXe siècle, lorsque l'explosion démographique et la révolution industrielle ont entraîné la démolition des anciens remparts et la construction de nouveaux quartiers à l'extérieur des vieilles enceintes fortifiées.

## Histoire
Depuis 1833, date à laquelle Pontevedra est devenue la capitale de sa province, une transformation radicale de la structure urbaine a eu lieu. Les remparts ont été démolis entre 1852 et 1875, ce qui a ouvert la voie à la croissance urbaine au-delà de l'enceinte fortifiée. La ville s'est ouverte sur la campagne environnante, les anciennes routes menant à la ville médiévale ont été élargies et aménagées, et de nouvelles rues ont été conçues et percées. Dans le dernier tiers du XIXe siècle, une grande partie de la nouvelle Pontevedra a été conçue, principalement grâce à la contribution de l'architecte Alejandro Sesmero. Le statut de capitale provinciale et l'influence politique de plusieurs Pontevedriens d'adoption comme Eugenio Montero Ríos, Augusto González Besada, Eduardo Vincenti ou Gabino Bugallal Araújo, ont favorisé la transformation et la modernisation de la structure urbaine. L'augmentation de la population avec une croissance démographique soutenue a rendu nécessaire la planification de l'extension de la ville et de l'embellissement des espaces publics. La planification de l'Ensanche de la ville s'est faite autour des routes principales qui reliaient Pontevedra à Orense, Marín et au Portugal.

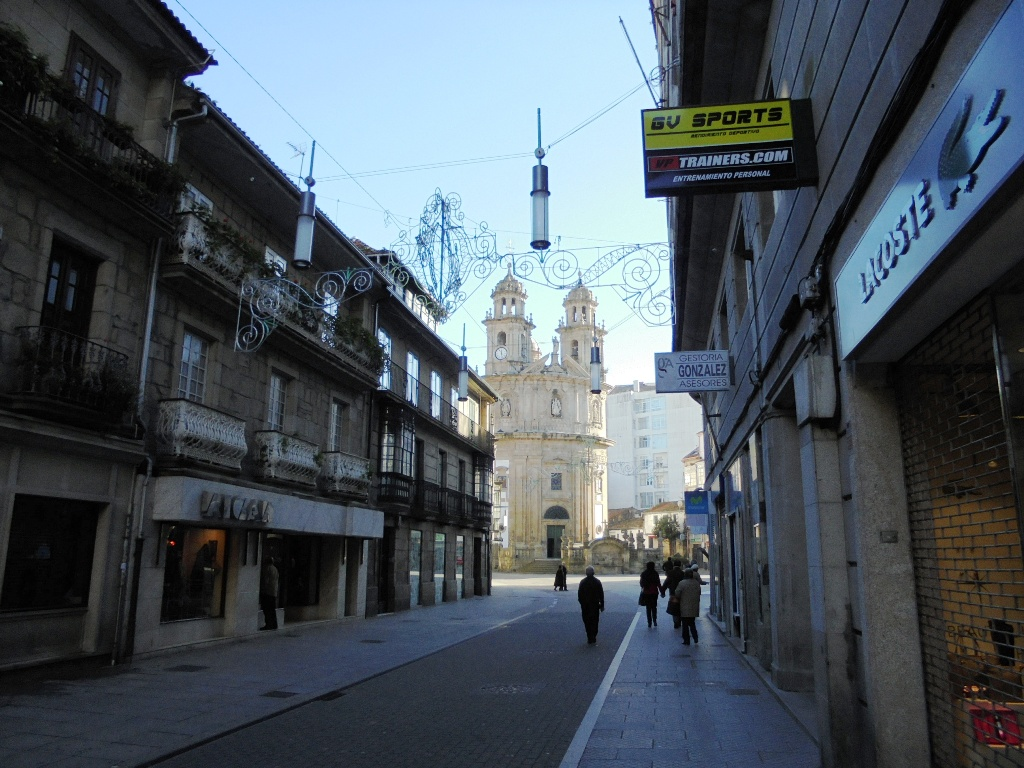
Rue Michelena.

Le politicien libéral et homme d'affaires bourgeois Francisco Antonio Riestra Vallaure a été à l'origine de la plupart des premiers travaux d'agrandissement de la ville (l'Ensanche). La nouvelle voirie de Pontevedra a été mise en place à l'initiative de Francisco Riestra avec le tracé de la rue Michelena en 1856, le long du tracé de l'ancienne muraille de la ville. En 1880, Alejandro Sesmero a planifié l'expansion bourgeoise au sud-ouest de la vieille ville avec l'aménagement de la place d'Espagne à partir de 1880 et de la rue Alameda en 1881 (autrefois rue de la Paille) et en 1893 avec la Gran Vía de Montero Ríos. L'ensemble a été complété par l'aménagement progressif de la rue Riestra. L'ouverture de ces nouvelles rues a rapproché la ville médiévale de cette nouvelle partie de la ville. De même, dans le cadre de cette expansion bourgeoise, l'Alameda de Pontevedra, correspondant à l'ancien champ des Dominicains, fut réaménagée en même temps que la place d'Espagne, et le parc des Palmiers, l'ancien champ de foire de Saint-Joseph, commencèrent à être aménagés,. Entre 1884 et 1926, trois édifices remarquables furent construits sur la Gran Vía de Montero Ríos pour abriter les institutions de la capitale provinciale (Palais de la Députation, Bâtiment du lycée Provincial, Bâtiment de l'Ecole des Arts et des Métiers et École Normale) et entre 1905 et 1909, face aux jardins du Docteur Marescot, le nouveau grand bâtiment de la caserne Saint-Ferdinand fut construit,,.
La ville s'est également étendue le long des principaux axes routiers sur lesquels s'est structurée la croissance urbaine, menant à Orense, Marín, Ponte Caldelas et Tuy et le Portugal. Les nouvelles routes ont été construites et aménagées en 1844 vers Orense, (dont le tronçon central correspondant à l'actuelle rue Benito Corbal a été aménagé à partir de 1866), vers Marín entre 1847 et 1851 (dont le tronçon central actuel correspond à la rue Oliva), vers Ponte Caldelas (dont le tronçon central correspond à l'actuelle rue Joaquín Costa) et la route menant au Portugal a été remodelée (l'actuelle rue Peregrina dans son tronçon le plus central). Dans le dernier quart du XIXe siècle, avec l'augmentation de la population et de l'espace bâti, de nouvelles rues transversales ont été ouvertes, comme la rue García Camba, conçue par Alejandro Sesmero entre la rue Peregrina et la rue Oliva en 1884, la rue Andrés Muruais en 1883, la rue Andrés Mellado en 1885 et la rue Sagasta entre la rue Peregrina et la rue Benito Corbal en 1893,. De même, en 1927, l'ouverture de la rue General Gutiérrez Mellado entre la rue Fernández Villaverde et la rue du Marquis de Riestra a été presque entièrement achevée, offrant une communication directe entre l'ancienne enceinte fortifiée et le parc des Palmiers. D'autre part, on commença à aménager de grands espaces qui allaient devenir trois des places les plus importantes de la ville : en 1880, la place d'Espagne, en 1884, la place de la Gare, aujourd'hui place de Galice,, et en 1900 le nouveau champ de foire, actuelle place de Barcelos.

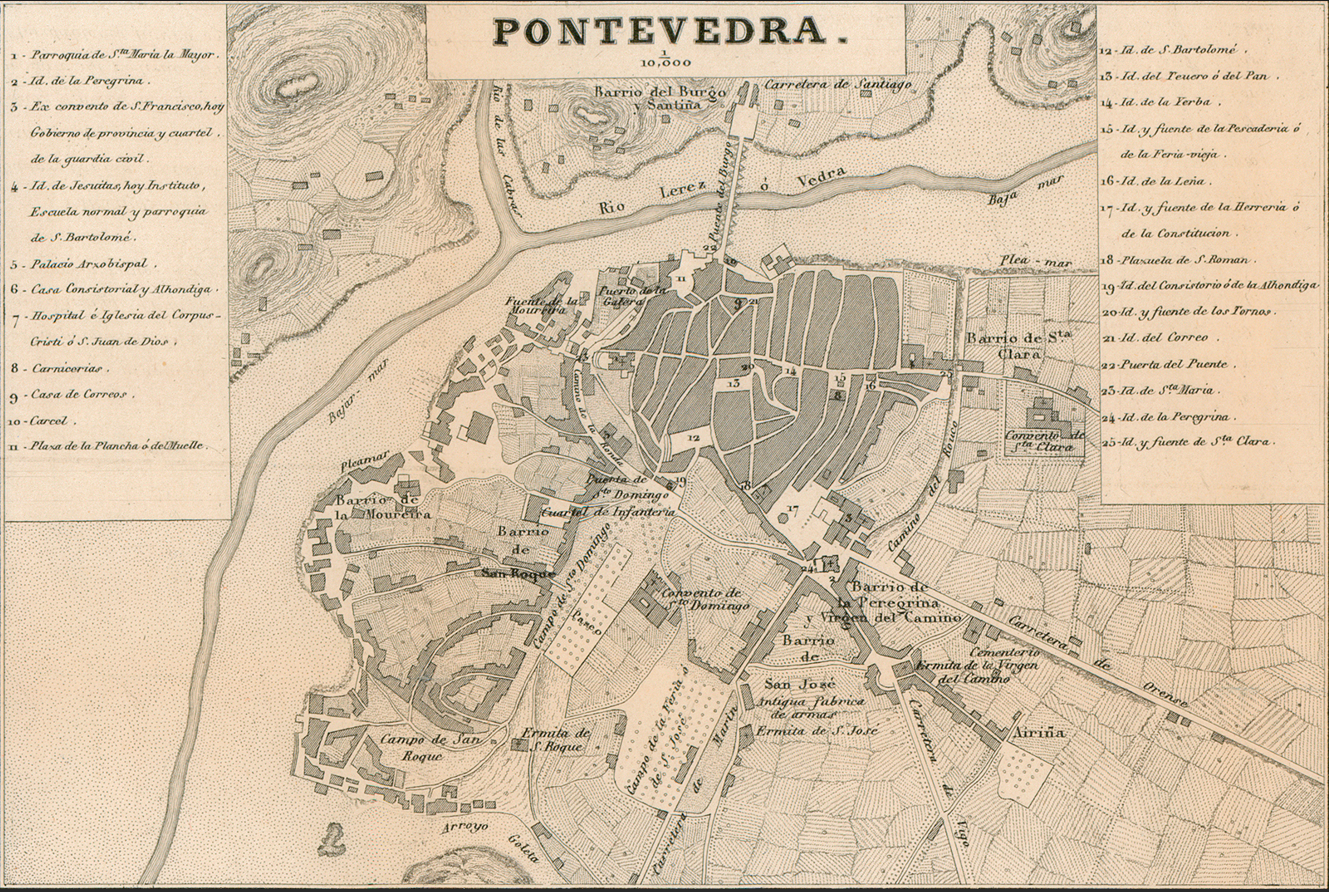
Plan de Pontevedra en 1856 avec les routes vers Orense, Marín et le Portugal qui ont servi d'axes pour l'aménagement urbain de l'Ensanche, la nouvelle partie de la ville.

Le 25 juillet 1888, les rues Oliva et Michelena, dans la première zone d'expansion urbaine, sont devenues les premières rues de Galice à disposer d'un éclairage public, grâce à l'installation d'arcs électriques et de lampes à incandescence. Ce premier réseau électrique galicien est l'œuvre du marquis de Riestra, qui a construit la première usine de production d'électricité au nord-ouest de la Péninsule ibérique, sur la place de la Verdura, et qui a obtenu en 1887 un brevet pour un procédé de réglage des dynamos.

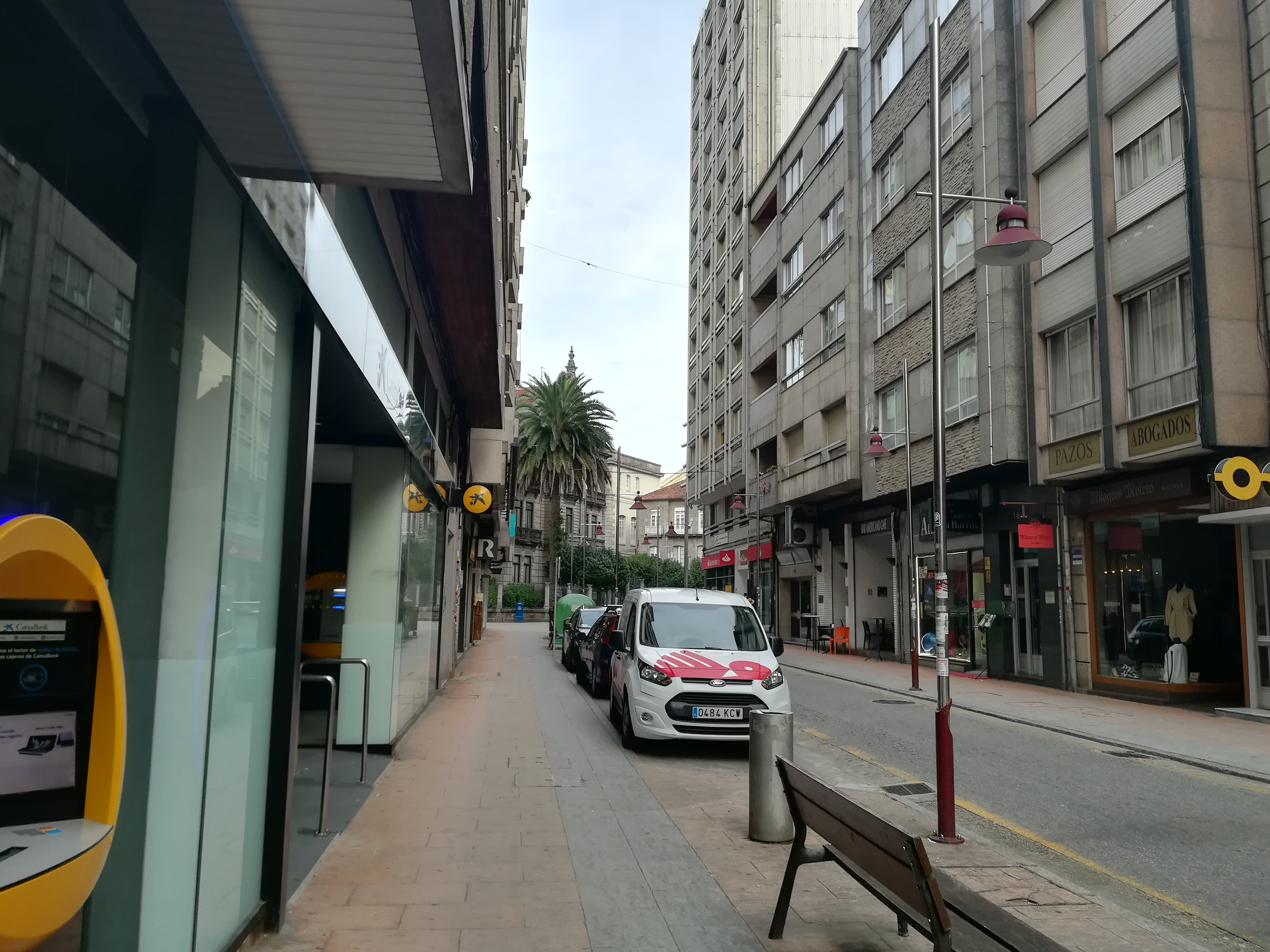
Rue du Marquis de Riestra.

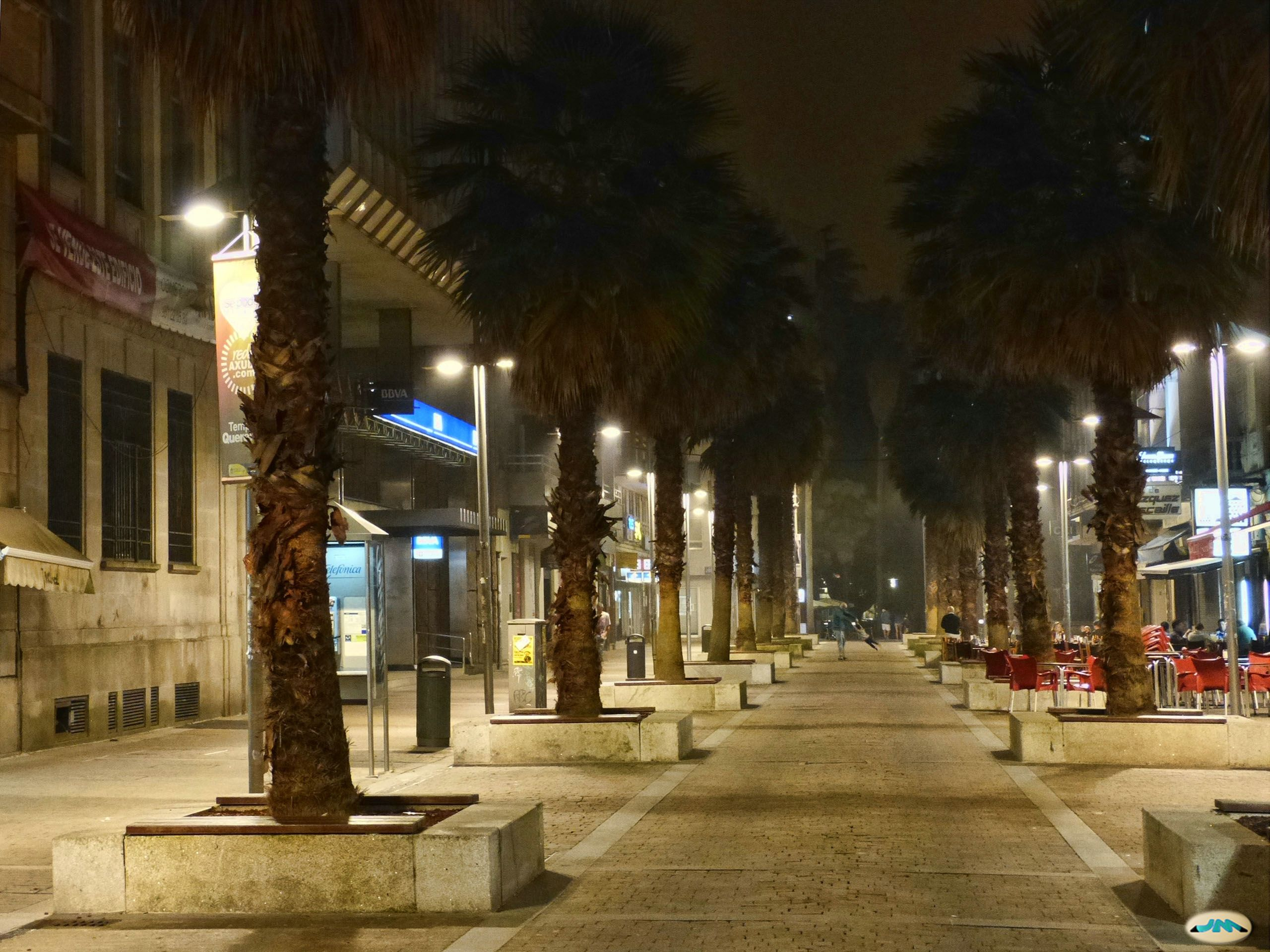
Rue du Général Gutiérrez Mellado avec son éclairage nocturne et ses palmiers à jupon californiens.

Dans ces nouveaux espaces de la première expansion de Pontevedra en dehors des remparts (le premier Ensanche), des bâtiments ont été construits qui, par leurs formes et leurs fonctions, renforçaient le projet bourgeois de la restauration, de fidèles représentants de la nouvelle Pontevedra, comme le Hôtel du Marquis de Riestra. En 1902, la construction du Café Moderno sur la place Saint Joseph est achevée, en 1903 la construction du nouveau bâtiment de la Banque d'Espagne dans la rue Michelena, en 1905 la construction sur le côté gauche de la rue du Marquis de Riestra (avec une façade arrière donnant sur le parc des Palmiers) de l'hôtel particulier Villa Pilar, en 1915 le bâtiment Gran Garaje dans la rue Benito Corbal et entre 1915 et 1926 la construction du siège central des Postes et Télégraphes dans la rue García Camba,,.
Une partie de la bourgeoisie de Pontevedra s'est installée dans ce premier Ensanche, ce qui a donné lieu à l'existence de bâtiments Art nouveau (comme l'hôtel Palace construit en 1904 à l'angle de l'actuelle place de Galice et de la rue Andrés Muruais), dont beaucoup ont été démolis dans les années 1970 et 1980 en raison de la spéculation foncière dans la ville.
En 1944, l'architecte municipal Juan Argenti Navajas a conçu le projet de prolongement de la rue García Camba, qui n'a jamais été réalisé.
Entre 1950 et 1970, la deuxième expansion de la ville a eu lieu avec l'ouverture de nouvelles rues à l'est et aux limites marquées par la rue Daniel de la Sota ouverte en 1958 et la rue Cobián Roffignac à l'est et la rue Joaquín Costa au sud,.
À partir de l'an 2000, une profonde rénovation urbaine a été réalisée dans l'Ensanche afin d'obtenir une grande qualité urbaine, avec la piétonisation totale ou partielle d'une grande partie des rues du quartier (Michelena, Peregrina, Benito Corbal, Marquis de Riestra, Général Gutiérrez Mellado, Daniel de la Sota, Lepanto et place d'Espagne, entre autres), l'élargissement des trottoirs dans des rues comme Sagasta ou Fray Juan de Navarrete, la plantation d'arbres (palmiers à jupon californiens, sophoras, poiriers Callery, pommiers, magnolias chinois ou pruniers, entre autres) et l'amélioration considérable de l'éclairage nocturne avec des éléments design tels que des lampadaires, des projecteurs, des balises, des luminaires et des modules LED,.

## Urbanisme
L'Ensanche de Pontevedra est le quartier central et commercial de la ville et s'étend au sud et à l'est de la vieille ville. Il est configuré comme une continuation de la ville existante, s'adaptant et se rapportant à l'ancien tissu urbain. Les axes routiers ont une largeur comprise entre 12 et 24 mètres. Il correspond à l'extension urbaine des rues tracées le long des principaux axes de communication (Orense, Tuy et Portugal, Marín) et des rues transversales à ceux-ci.

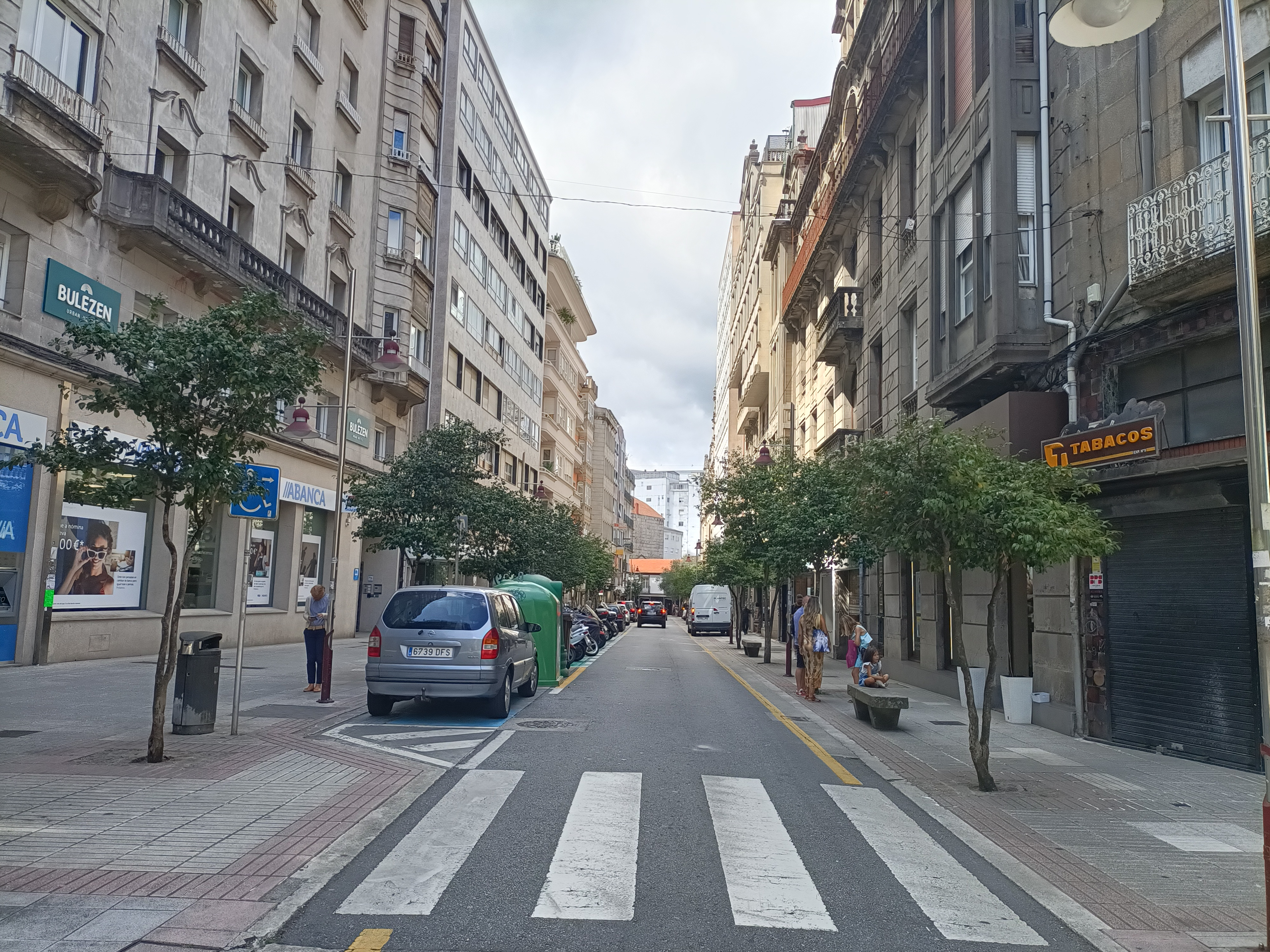
Rue García Camba.

L'Ensanche, qui correspond à l'actuel centre-ville, s'articule autour des axes routiers principaux que sont les rues Oliva, Peregrina et Benito Corbal, dont l'ancien nom, rue du Progrès, indiquait son rôle de lieu d'expansion et de progrès pour la ville. Le premier Ensanche, avant les années 1950, est encadrée par l'éventail décrit par les rues Marquis de Riestra, Augusto González Besada, Andrés Mellado et Sagasta, limité au nord par les rues Michelena et Benito Corbal. Les anciens quartiers Saint-Joseph (autour de l'actuelle place Saint-Joseph) et de Peregrina et Virgen del Camino (autour de la confluence des actuelles rues Sagasta et Fray Juan de Navarrete), consolidés linéairement dans le dernier tiers du XIXe siècle autour des routes de Marín, Portugal et Ponte Caldelas, ont été inclus dans ce secteur. Ce quartier constitue un espace de transition entre l'ancienne ville médiévale et l'expansion ultérieure des années 1950. Des maisons en pierre des rues Michelena, Marquis de Riestra et Oliva, construites selon la typologie traditionnelle des balcons et des galeries, on passe à une autre typologie Art nouveau et rationaliste de quatre et cinq étages dans la rue García Camba avec des bâtiments tels que l'immeuble González Vega conçu en 1939 par l'architecte Eloy Maquieira,.
L'Ensanche bourgeois de la fin du XIXe siècle vers l'ouest de la vieille ville s'articule autour de la Gran Vía de Montero Ríos et de la place d'Espagne, suivant l'axe de l'Alameda de Pontevedra et du parc des Palmiers, les espaces verts les plus importants du centre-ville. D'autres espaces verts de l'Ensanche sont les jardins du Docteur Marescot, la place de Barcelos et la place de Galice, qui sert de transition entre l'Ensanche et le quartier Campolongo.

## Services

### Organismes publics

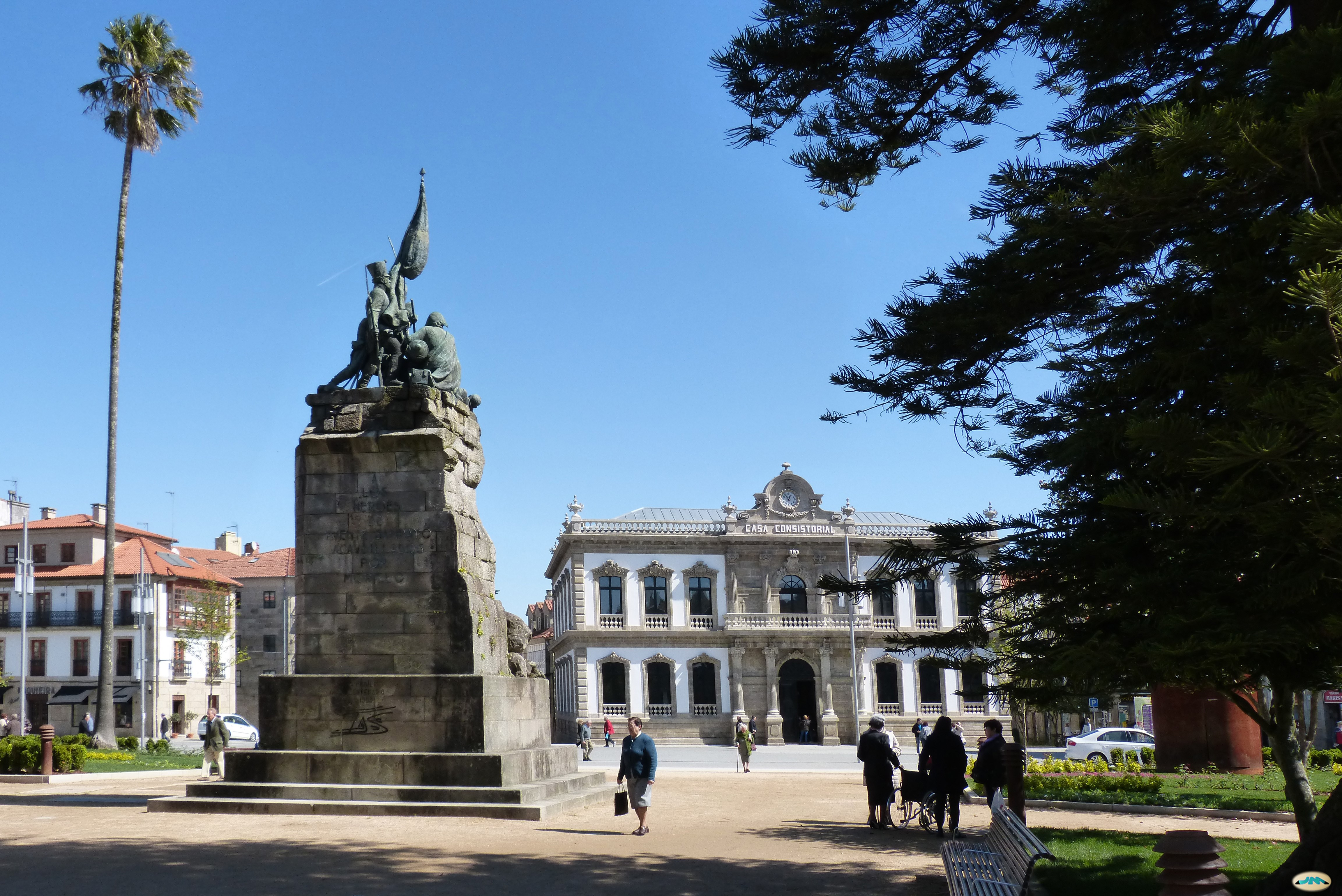
Place d'Espagne.

Sur la place d'Espagne, l'hôtel de ville de Pontevedra est un édifice éclectique d'inspiration parisienne conçu par l'architecte Alejandro Sesmero et inauguré en août 1880, et le siège de la Préfecture de Pontevedra se trouve dans un édifice inauguré en 1958,,.
Sur la Gran Vía de Montero Ríos se trouvent les sièges provinciaux de la Députation de Pontevedra: le Palais de la Députation de Pontevedra, inauguré en 1890, et le bâtiment administratif de la Députation de Pontevedra, inauguré en 1901,.
Le siège administratif de la mairie de Pontevedra est situé dans l'ancien Hôtel du Marquis de Riestra et le siège des offices périphériques de l'administration de l'État sont situés dans l'ancien bâtiment de la Banque d'Espagne.
Entre la rue Oliva et la rue García Camba se trouve l'hôtel des Postes de la ville et le siège provincial de la Poste de la province de Pontevedra. Dans la rue Benito Corbal se trouve l'un des bâtiments de la Xunta de Galice dans la ville, qui pendant les deux dernières décennies du XXe siècle était son siège principal à Pontevedra. En 2019, il a été entièrement rénové et a adopté sa couleur bleue caractéristique à l'extérieur,.
Le siège provincial du commissariat de Pontevedra est situé dans la rue Joaquín Costa.

### Enseignement

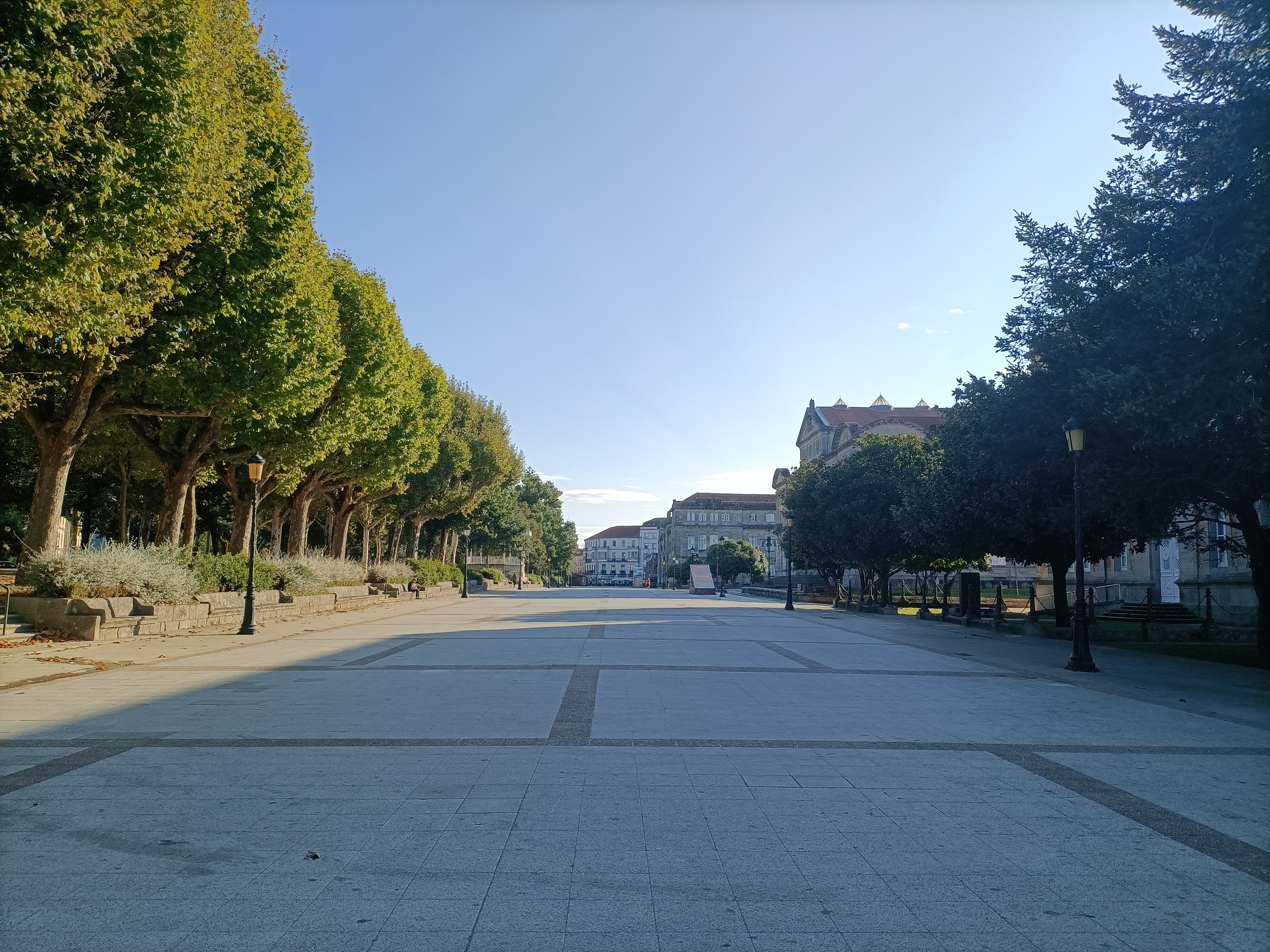
Gran Vía de Montero Ríos.

Dans la rue Maestranza, face aux jardins du docteur Marescot, se trouve la faculté des beaux-arts de Pontevedra, située dans l'ancienne caserne Saint-Ferdinand, un grand bâtiment néo-classique achevé en 1909. La faculté de design de Pontevedra est située rue Benito Corbal.
Sur la Gran Vía de Montero Ríos se trouve le bâtiment du lycée Valle-Inclán, inauguré en 1927 et qui était jusqu'alors le lycée provincial de Pontevedra,.

### Santé
L'hôpital Quirónsalud Miguel Domínguez est situé entre les rues Fray Juan de Navarrete et Castelao. Dans la rue Maestranza se trouve le centre de santé Virgen Peregrina, dont le bâtiment, conçu par l'architecte Alfonso Barreiro Buján, a été inauguré en 1963.
Au bout de la rue Benito Corbal, au numéro 2 de la rue Doctor Loureiro Crespo, se trouve l'hôpital provincial de Pontevedra, inauguré en 1897 au bout de l'ancienne rue Progreso, l'axe principal de l'expansion de Pontevedra à l'époque,,.

### Commerce et autres services

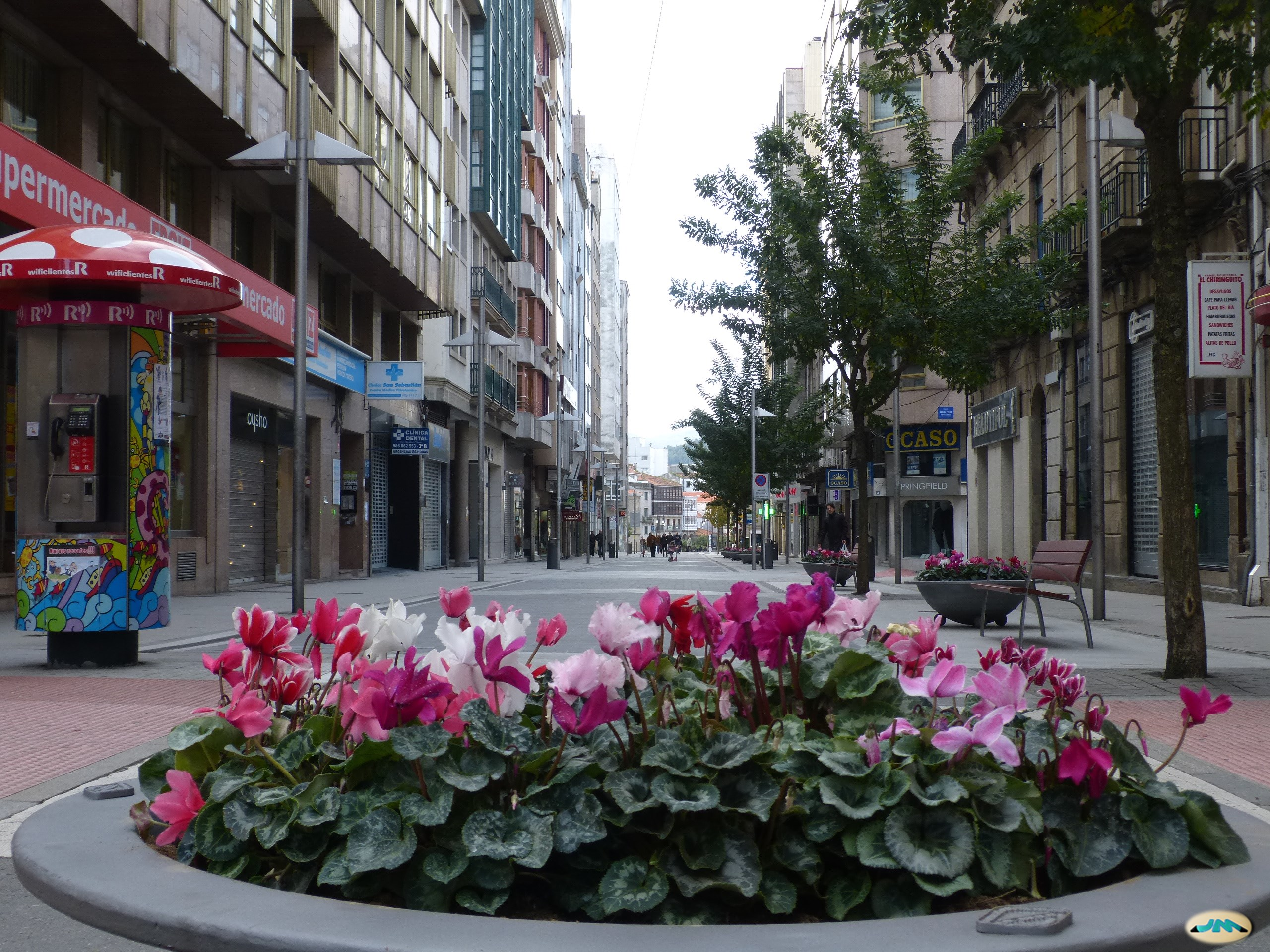
Rue Benito Corbal.

Les rues de l'Ensanche sont l'épicentre des nombreux établissements commerciaux de Pontevedra, y compris des franchises espagnoles et internationales ainsi que des commerces de proximité, la rue Benito Corbal étant appelée le "mille d'or",,,. L'Ensanche compte également de nombreux restaurants.

### Autres équipements
Le plus grand parking souterrain de la ville est celui de la place de Barcelos, avec 906 places de stationnement. La place d'Espagne et la Gran Vía de Montero Ríos abritent deux autres parkings souterrains pouvant accueillir respectivement 326 et 376 véhicules,.

## Galerie d'images

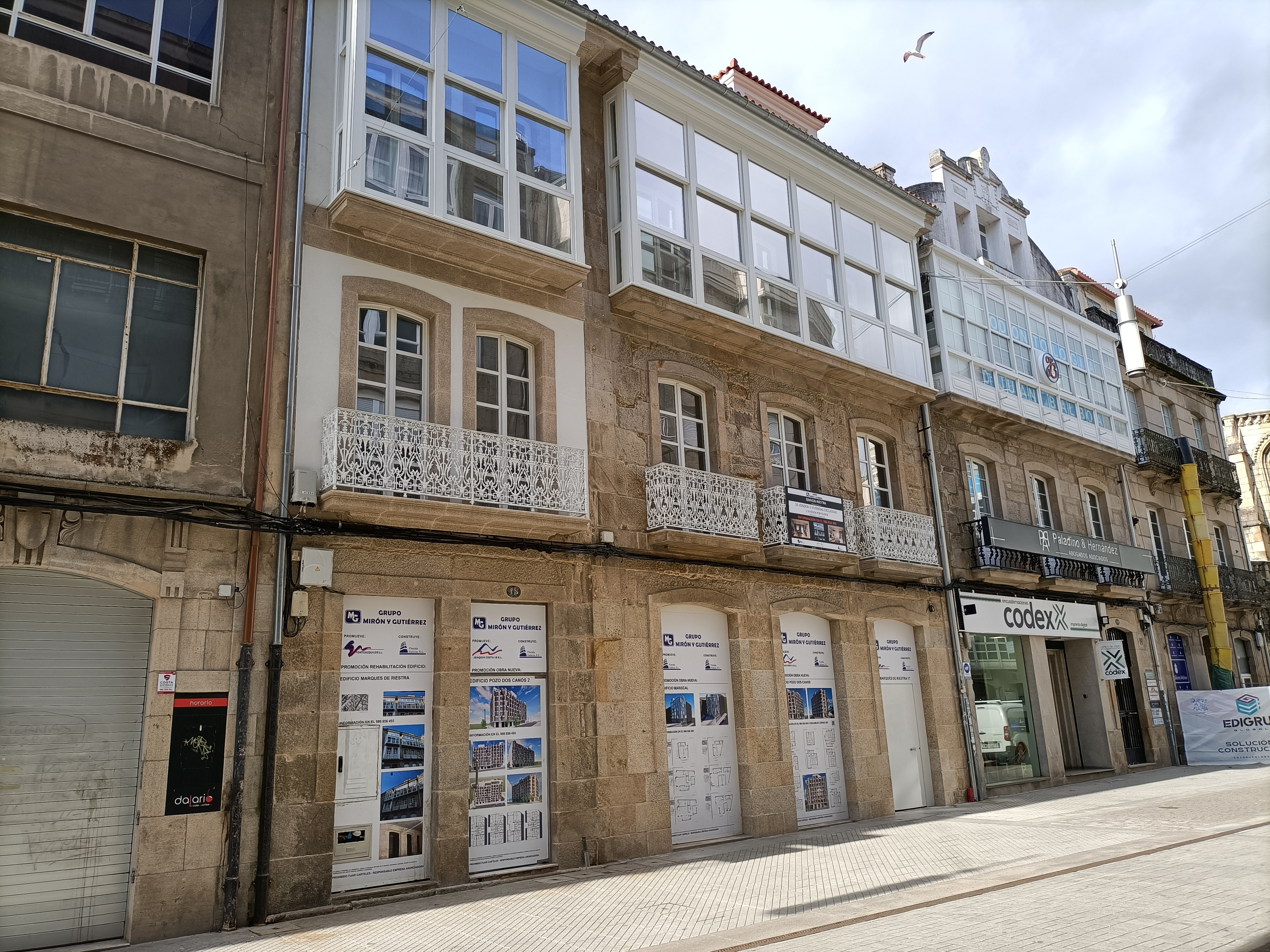
Maisons du XIXe siècle rue Marquis de Riestra
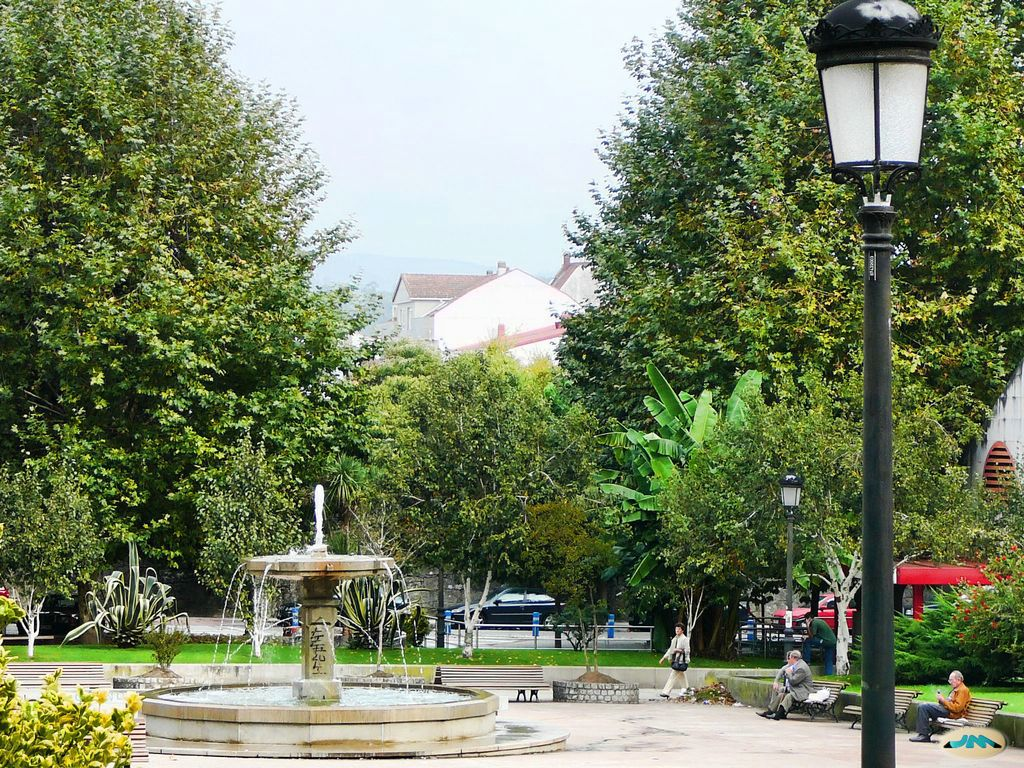
Place de Barcelos
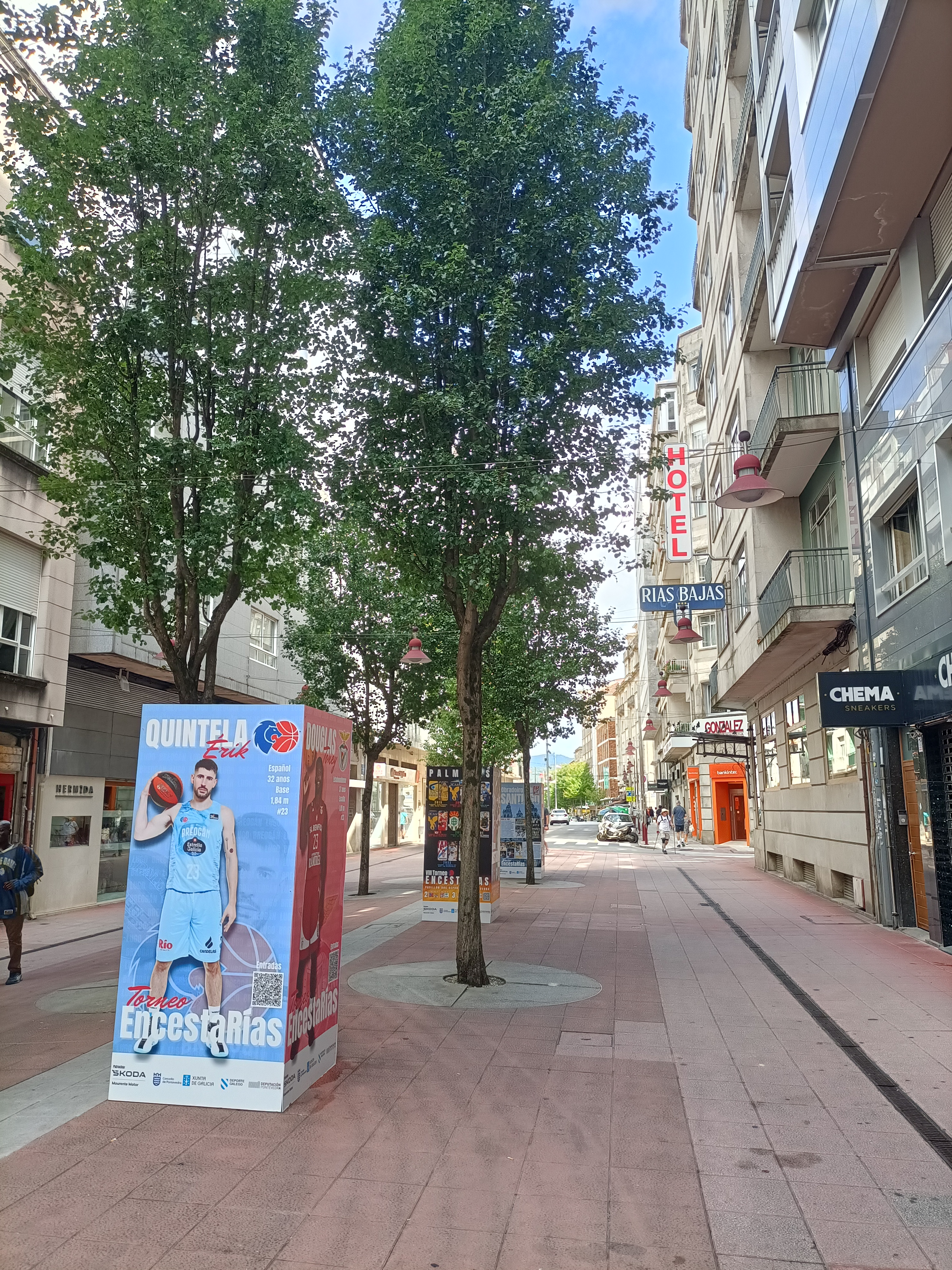
Rue Daniel de la Sota
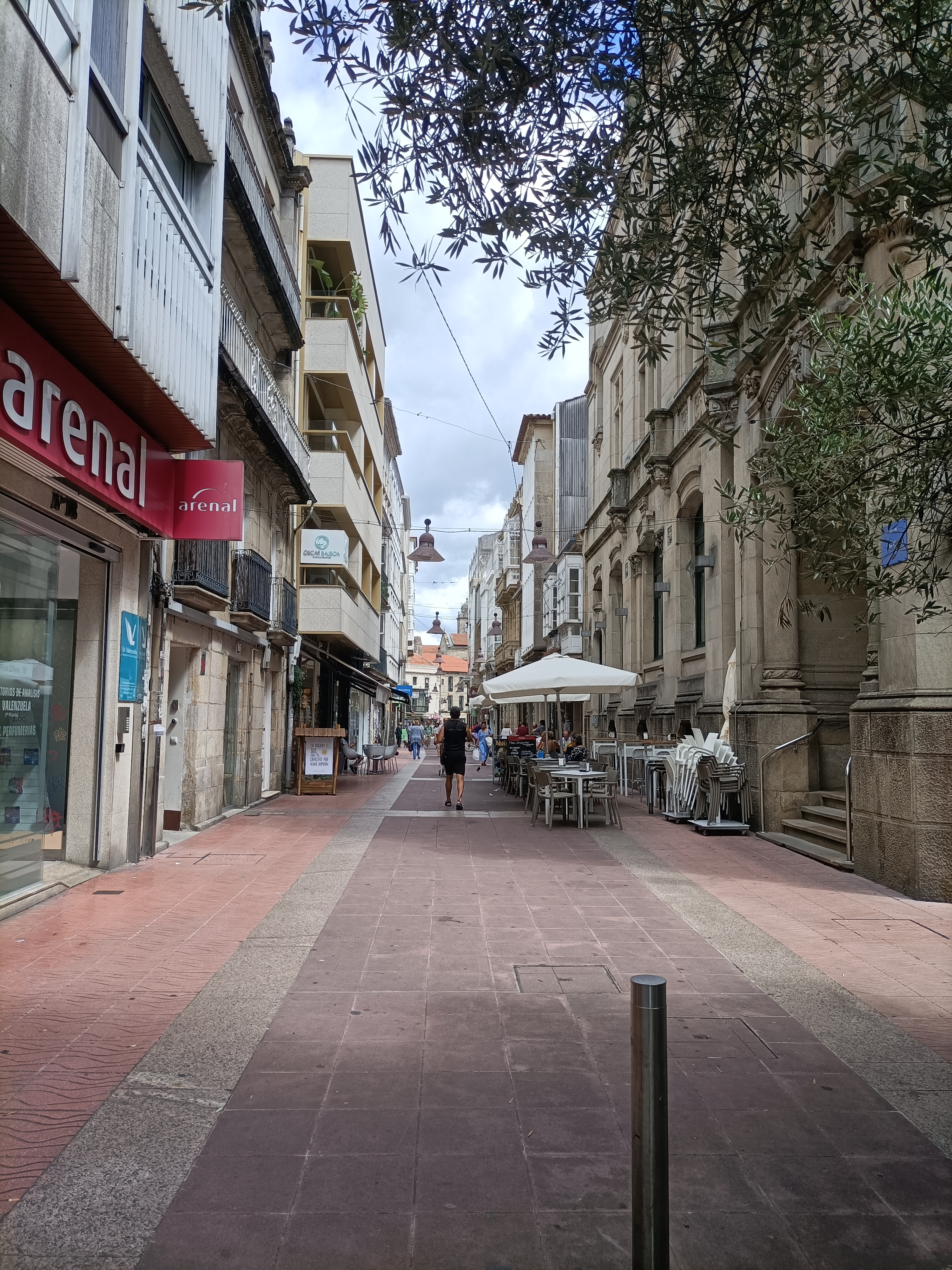
Rue Oliva
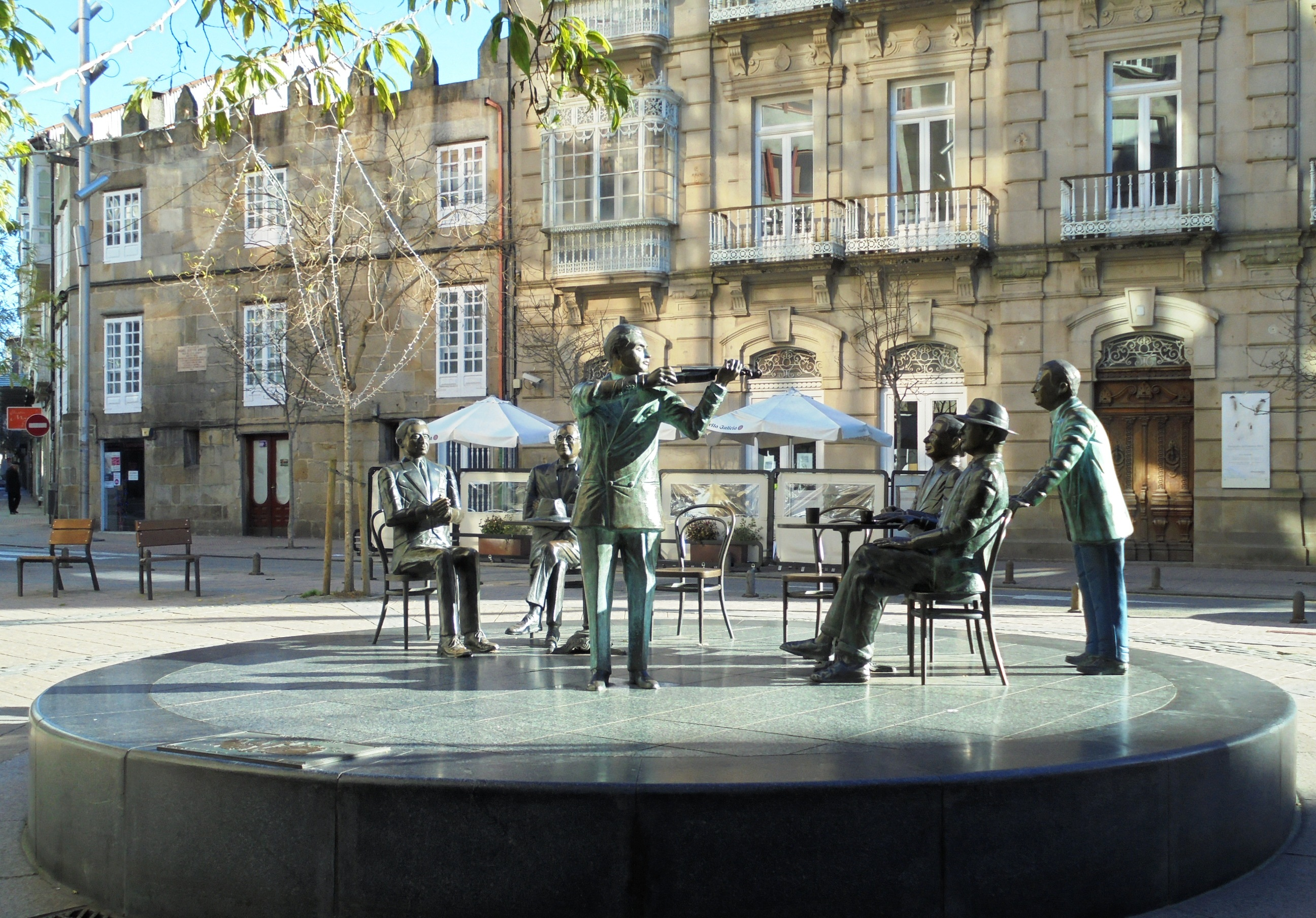
Place Saint-Joseph
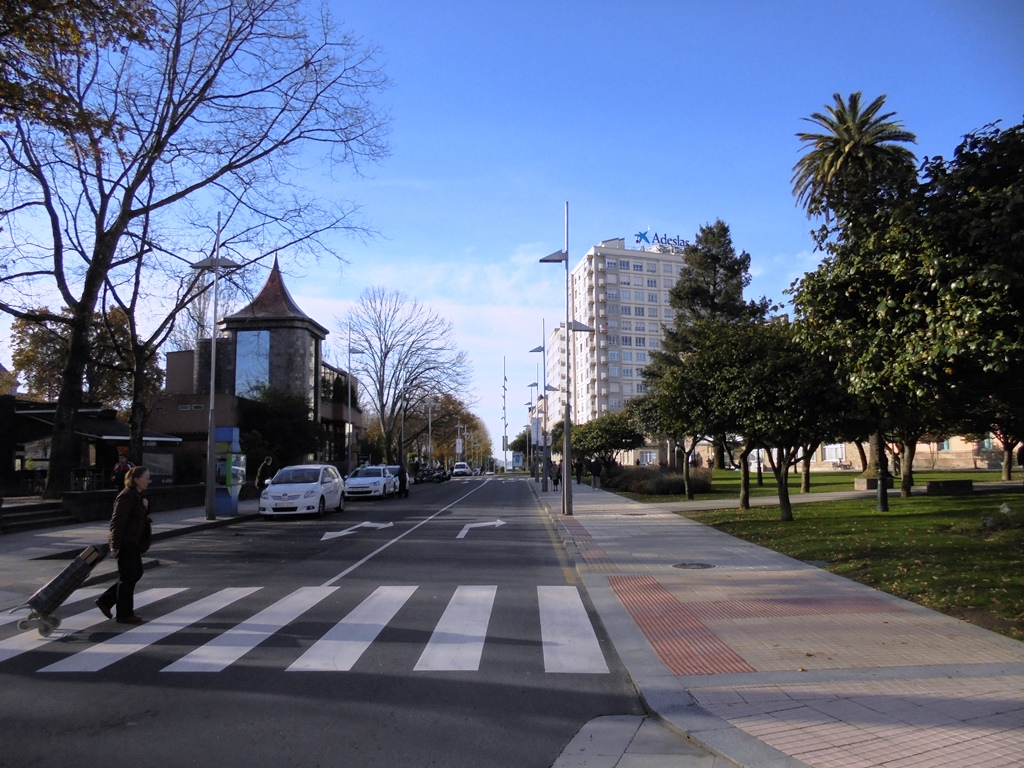
Rue Alameda
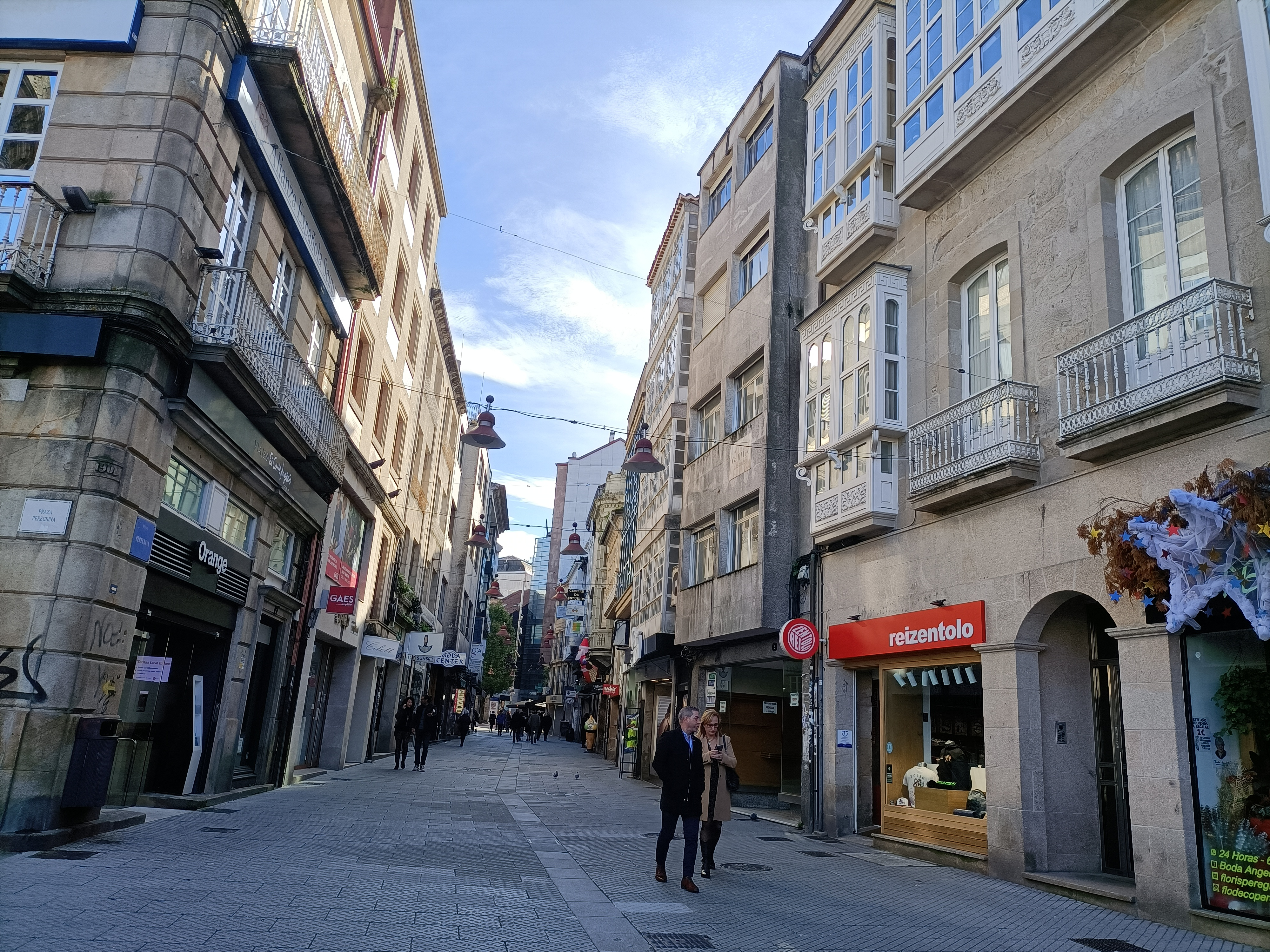
Rue Peregrina
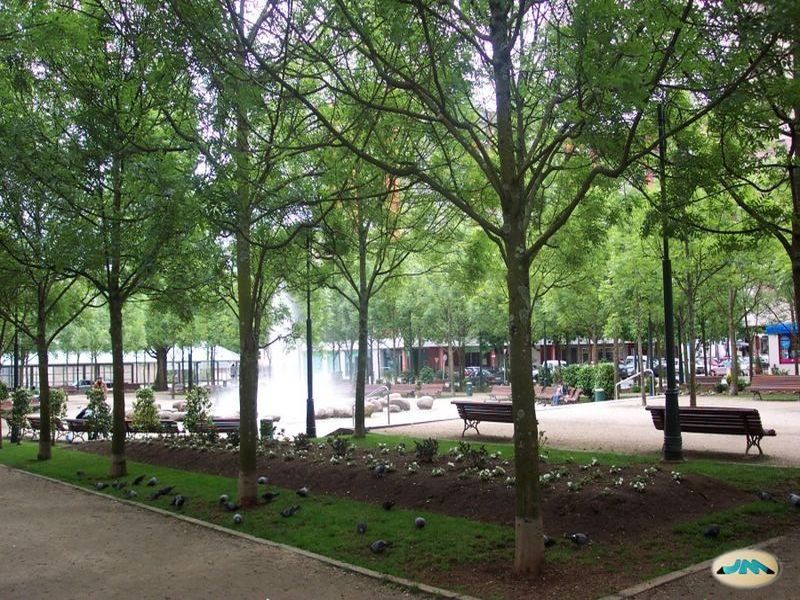
Place de Galice
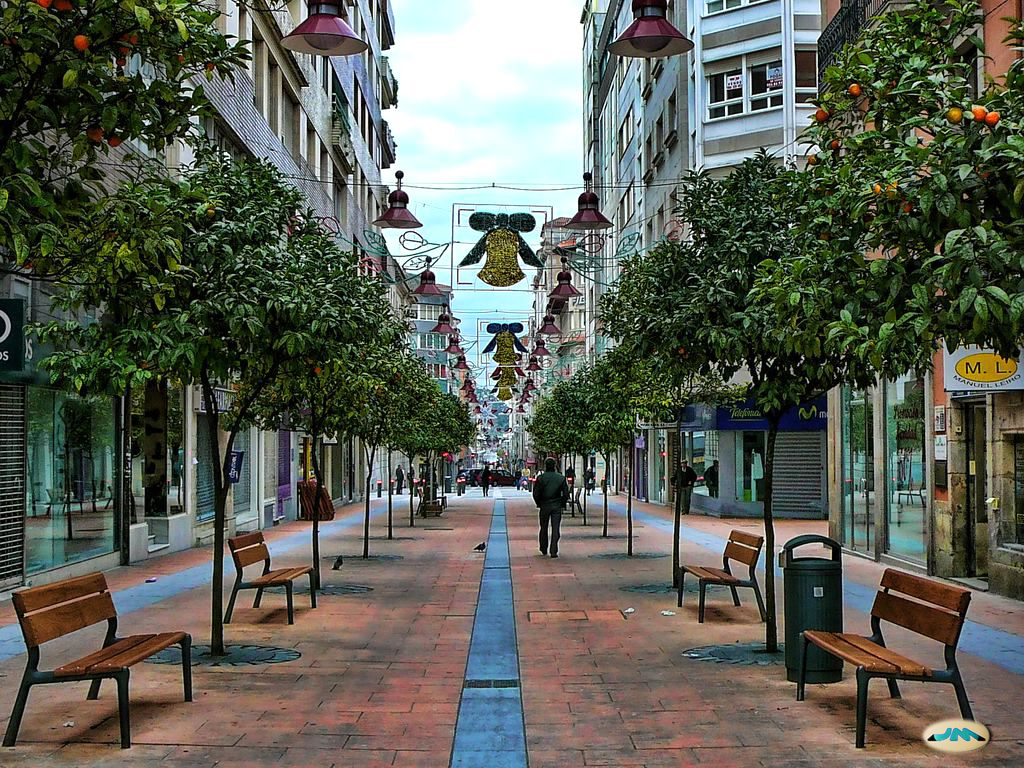
Rue Rosalía de Castro
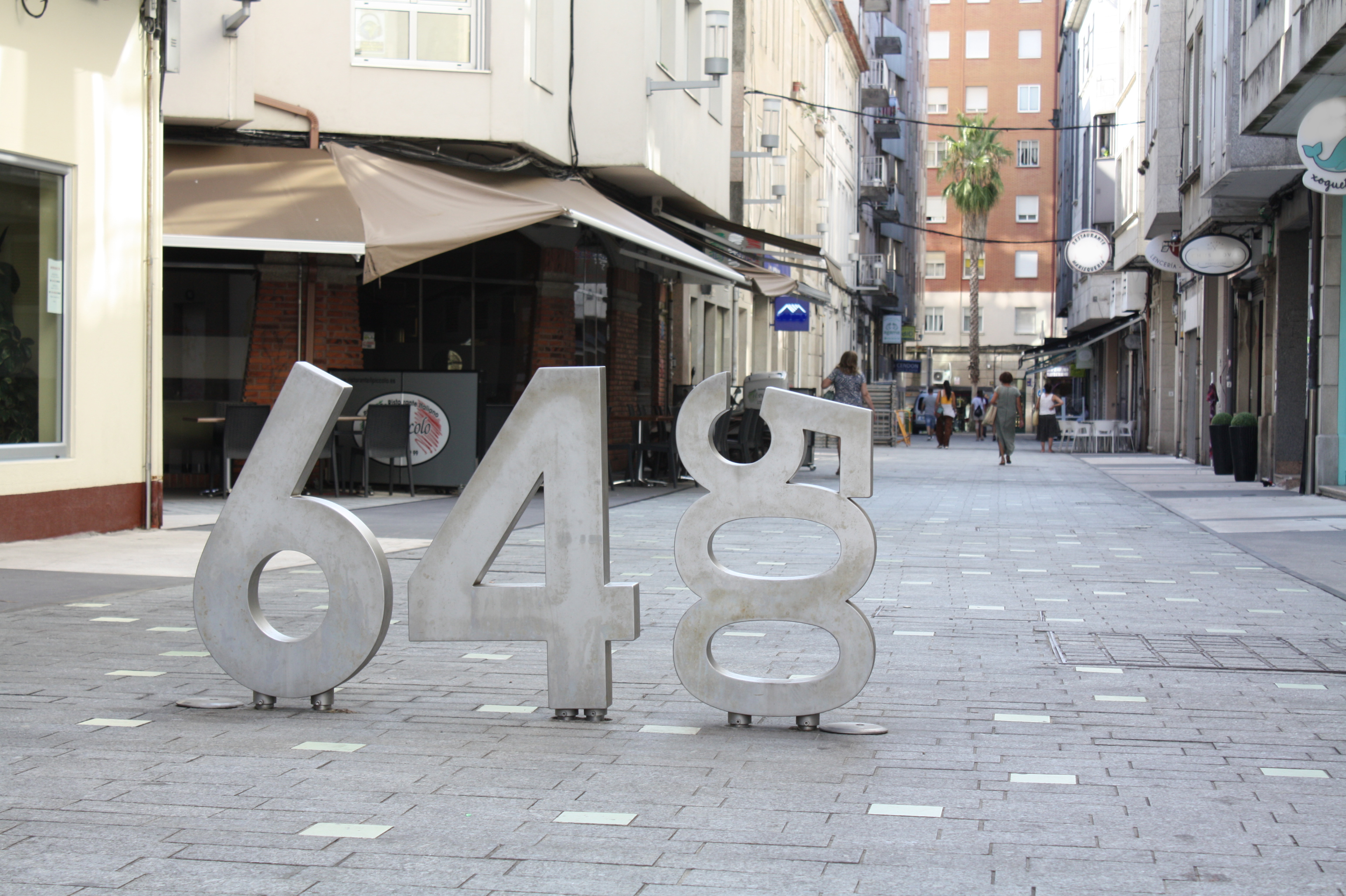
Rue Vierge du Chemin